# Laei csata
A laei csata egy ütközet volt a második világháború csendes-óceáni hadszínterén, Új-Britannián 1943. szeptember 4. és 16. között. A Huon-félszigetért folyó csatában a szövetségesek kiszorították Laéból a japánokat.

## Előkészítés
Az ausztrál támadás a település ellen a Postern hadművelet nyitánya volt. A hadmozdulatok egy nagyobb akció, a Cartwheel hadművelet részei voltak, amely arra irányult, hogy a szövetségesek elszigeteljék a rabauli nagy japán haditengerészeti bázist és légitámaszpontot. Az amerikai és az ausztrál légierő gépei egész augusztusban keményen támadták az új-guineai partvidék japán bázisait, hogy megakadályozzák az erősítés áthajózását a Huon-félszigetre. A Trobriad-szigetekről felszálló gépek bárkavadászatot tartottak minden nap, megsemmisítve a Bismarck-tengeren haladó kisméretű japán hajókat, amelyek katonákat szállíthattak. Több mint 150 bárkát süllyesztettek el a szövetséges invázió előtt. Mivel Salamaua erősítését a japánok Laéból kényszerültek megoldani, jelentősen csökkent a helyőrség létszáma. A japánok Wewakban kétszáz repülőgépet gyűjtöttek össze, de augusztus 17-én az amerikai légierő a földön lepte meg azokat, és nagyon sokat elpusztított közülük. A támadás után Douglas MacArthur megállapította: „Semmi nem olyan tehetetlen, mint egy repülőgép a földön.” A japánoknak féltucatnyinál is kevesebb repülőjük maradt.

## Az összecsapás

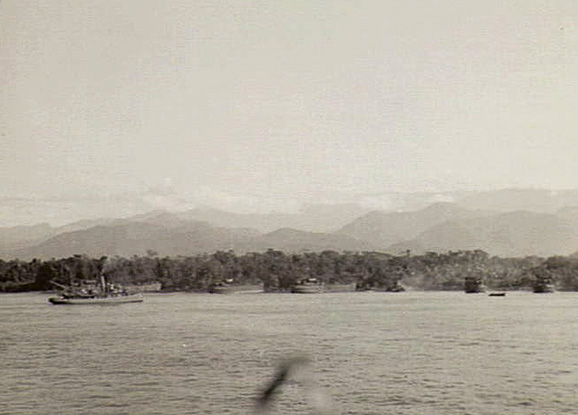
Partraszálló ausztrálok Laénál

A félsziget inváziója az amerikai csapatok Nassau-öbölbeli partraszállásával kezdődött 1943. június 30-án. Az amerikaiak csatlakoztak a Wau felől a hegyeken át érkező ausztrálokhoz, és elindultak a japán bázis, Salamaua felé. Adacsi Hatazó japán tábornok kulcsfontosságúnak tekintette Salamaua védelmét, ezért oda összpontosította csapatai többségét.
Szeptember 4-én az ausztrál 9. hadosztály, az el-alameini csata veteránjai, valamint az amerikai 41. hadosztály katonái partra szálltak Laétól harminc kilométerre keletre. A japán alakulatok elmenekültek. A nap végére 2400 katona lépett a szárazföldre, és elindultak nyugat felé.
Szeptember 5-én az amerikai 503. ejtőernyősezred elfoglalta a nadzabi repülőteret, harminc kilométerre nyugatra Laétól. Másnap megkezdődött az ausztrál katonák odaszállítása. A part felől támadóknak át kellett kelniük több folyón, amelyek vízállása magas volt a sok csapadék miatt. Szeptember 6-án japán ellenállásba ütköztek a Bunga folyónál, félútra Laétól. Az ausztrálok két oszlopban haladtak, a 24. ezred a parton, a 26. a szárazföld belsejében. A cél Lae elfoglalása és a japán helyőrség evakuálásának megakadályozása volt.
Szeptember 8-án a kelet felől érkező ausztrálok eljutottak a gyors folyású Busu folyóig, amelyet a japánok védtek. Másnap a japánok az első támadást visszaverték, de a második offenzíva sikeres volt. A következő három napban a 24. ezred átkelt a folyón, majd a 26. is átjutott a túlpartra. Szeptember 15-ére az összes ausztrál átkelt a folyón.
Eközben – szeptember 10-én – a nadzabi repülőtérről is elindult a 25. ezred. Szeptember 14-ére elérték a Heath-ültetvényt, közel Laéhoz. Másnap a japánokat elkergették az Edward-ültetvényről, és 16-án reggel az ausztrálok elérték Laét. A 24. ezred délután érkezett a városhoz. A japánok, bár korábban védeni akarták a várost, úgy döntötték, hogy kiürítik, és a lehető legtöbb embert kimentik. Laéból és Salamuából nagyjából kilencezer katona indult el észak felé, de csak 8400 érte el a partot.